# Пухменьга
Пухменьга — река в России, протекает в Харовском районе Вологодской области. Устье реки находится в 35 км по левому берегу реки Сить. Длина реки составляет 18 км.
Пухменьга берёт начало на южной окраине деревни Бурчевская (Сельское поселение Разинское) близ границы с Вожегодским районом. Течёт на юго-запад по ненаселённому заболоченному лесу, в среднем течении протекает болото Репное. Крупнейший приток — Трошевка (левый).

## Данные водного реестра
По данным государственного водного реестра России относится к Двинско-Печорскому бассейновому округу, водохозяйственный участок реки — озеро Кубенское и реки Сухона от истока до Кубенского гидроузла, речной подбассейн реки — Сухона. Речной бассейн реки — Северная Двина.
По данным геоинформационной системы водохозяйственного районирования территории РФ, подготовленной Федеральным агентством водных ресурсов:
- Код водного объекта в государственном водном реестре — 03020100112103000005948
- Код по гидрологической изученности (ГИ) — 103000594
- Код бассейна — 03.02.01.001
- Номер тома по ГИ — 03
- Выпуск по ГИ — 0